# Forró Pál (író)
Forró Pál, 1899-ig Fischer külföldön leggyakrabban: Paul Forro, (Bécs, 1884. február 22. – Budapest, 1942. január 29.) magyar ügyvéd, regényíró, színműíró, forgatókönyvíró, műfordító, színházi és filmszakíró.

## Élete
Fischer Lázár (Lipót) kereskedő és Glaser Regina gyermekeként született. Középiskoláit Budapesten végezte, majd Kolozsvárott a Magyar Királyi Ferencz József Tudományegyetemen szerzett jogi diplomát 1906-ban, de ügyvédként csak rövid ideig tevékenykedett. Ezt követően néhány évig egy kereskedelmi iskolában tanított. Első írásai a Budapesti Hírlapban és a Múlt és Jövő című folyóiratban jelentek meg. 1917-ben jelent meg első regénye, az Egy diákkor története, amelyről Nagy Lajos hosszú méltatást írt. A Tanácsköztársaság idején a Társadalmasított Mozgóképüzemek Ügyvezető Tanácsa által létrehozott Művészeti Osztály vezetetője volt. Az 1930-as években írásai jelentek meg olyan lapokban, mint a Délibáb, Tolnai Világlapja, Pester Lloyd, Magyar Uriasszonyok Lapja, illetve magazinokban, mint például a ? Magazin.
A Színházi Élet magazin rovatvezetője volt, ahol verseit is megjelentette. Ő alapította a Magyar Rádió Ujságot, amely azonban hamar megszűnt.
Alapítója és főtitkára volt a Magyar Színpadi Szerzők Egyesületének (Heltai Jenő elnök mellett), illetve a szintén általa alapított Országos Magyar Filmegyesület alelnöke. A Magyar PEN Club igazgatósági tagja volt.
Forgatókönyvíróként a magyar filmgyártás egyik elindítója.
Több regénye illetve korszakot ábrázoló kultúrantropológiai esszéje P. Heath, G. P. Heath író név alatt jelent meg.
Elsősorban a zsidótörvények korlátozásai miatt használta még a Max Henneberg, Fischer Pál, Angelo, Kertész Géza, Hevessy Endre álneveket is.
A két világháború között a diákok körében a tíz legolvasottabb író között volt.
Az irodalomtörténet körülbelül 100 regényéről tud. Ő maga többre, körülbelül 120-ra emlékezett vissza. Ezek háromnegyede (75) Faragó Miklós Világvárosi Regények sorozatában jelent meg.
A kortárs irodalomtörténészek nagyrészt az erotikus irodalomhoz sorolták műveit. Természetesen ezt kora, a két világháború közti Magyarország fogalmaihoz képest kell érteni. Az tény, hogy ellentétben más híres kortárs írókkal ilyen címen se indult eljárás ellene soha.
Mások a lélektani ábrázolást emelik ki munkásságában.
Sokan témaválasztásában, a felső középosztállyal mutatott szimpátiájában látják az okát annak, hogy a második világháború után csaknem teljesen elfeledték.
Hosszú szenvedés után hunyt el májrákban 1942. január 29-én.

## Családja
Felesége Kunvári Györgyi vegyész, Kunvári Fülöp és Goldmann Mária lánya, akivel 1911. október 26-án Budapesten, a Terézvárosban kötött házasságot. Sógornői Kunvári Bella nőmozgalmi aktivista (József Attila fogorvosa és egyik szerelme volt) és Kunvári Lilla szobrász- és éremművész voltak.

## Forgatókönyvei
- A régiséggyűjtő (magyar rövid játékfilm, 1917), rendezte: Deésy Alfréd
- Az ezresbankó (1917), rendezte: Deésy Alfréd
- Havasi szerelem, (1918), rendezte: Hintner Cornélius
- Vihar után (magyar romantikus dráma, 1918), rendezte: Sugár Pál
- Csitri (1918), rendezte: Josef Stein
- A szeszély (1918), rendezte: Josef Stein
- A dada (1919), rendezte: Damó Oszkár
- A lavina (1919), rendezte: Deésy Alfréd
- Fejedelmi nap (1919), rendezte: Deésy Alfréd
- Az egér (rövidfilm, 1921), rendezte: Gellért Lajos
- A kis lord (második magyar filmváltozat, 1922)
- Arsène Lupin utolsó kalandja (magyar film, 1923), rendezte: Fejős Pál, (forgatókönyv)
- Várkisasszony, (Mon béguin, francia film. 1931), rendezte: Hans Behrendt, (regényéből)
- Rotschild leánya (1937), rendezte: Bródy István, Gaál Béla

## Fordításai
- Navarrai Margit: Heptameron, Nova Irodalmi Intézet, 1925, fordította: Forró Pál és Szini Gyula
- Don Juan. Ama nemes és vitézlő gróf emlékiratai, melyeket Frater Augustinus spanyol barát huszonöt évi szorgalmas búvárkodással gyűjtött össze ..., Nova Irodalmi Intézet, Budapest, 1925, fordította: Forró Pál és Szini Gyula
- Honoré de Balzac: Borsos történetek, Nova Irodalmi Intézet, 1925
- Louvet de Couvray: Faublas. A gáláns kor vidám és vakmerő lovagjának kalandjai ..., Nova Irodalmi Intézet, 1925
- 1001 éjszaka. A kelet sokszínű, szerelmesen izzó, mámorosan bódító virágainak legszebb fürtje, Nova Irodalmi Intézet, 1926, fordította: Forró Pál és Szini Gyula
- Hugo Bettauer: Lilike nyomában, Nova Irodalmi Intézet, 1926
- Harry Hervey: A fekete papagáj, Légrády testvérek, Pesti Hírlap könyvek 1., 1927
- Fedor von Zobeltitz: Ketten a napsütésben, Légrády testvérek, Pesti Hírlap könyvek 5., 1928
- Brandon, John G.: X. Y. Z. – egy apróhirdetés bonyodalmai, Légrády testvérek, Pesti Hírlap könyvek 39-40., 1928
- Robert Kohlrausch: A holt tavon, Világirodalom Könyvkiadó
- Alexander Zoubkoff: Életem és szerelmeim - Zoubkoff kapitány naplója, Sándor József és Társa, 1928
- Honoré de Balzac: A harmincéves asszony, Légrády testvérek, 1928
- Paul Henri Féval: Az égbolt lovagjai (regény), Légrády testvérek, Budapest, 1928, (Pesti Hírlap könyvek, 37.), EK
- Walter Scott: A talizmán (regény), Légrády testvérek, Budapest, 1929, EK
- Walter Scott: A titkos házasság (Kenilworth) (regény), Légrády testvérek, Pesti Hírlap könyvek 79-80., Budapest, 1929
- Göste Segercrantz: Lord Hunter, a hazárdjátékos, Légrády testvérek, Pesti Hírlap könyvek 101., Budapest, 1929

## Versei
Versei a Színházi Életben jelentek meg. Kötete nem jelent meg.

## Színművei
- Békeffy Lászlóval: A város, 1920, (a Várszínházban került színre)
- Villányi Andorral: Legénykérés, Légrády testvérek, 1921, (a Belvárosi Színházban mutatták be)
- Szini Gyula - Forró Pál: Láva (színmű három felvonásban), Színházi Élet (folyóirat), Budapest, 1924
- Sem egymással, sem egymás nélkül, Színházi Élet (folyóirat), Budapest, 1932

## Színházi szakírásai
- Dr. Forró Pál: Színház és mozi, A magyar film olvasókönyve - 1908-1943/Szöveggyűjtemény c. kötetben, Magyar Nemzeti Filmarchívum, Budapest, 2001, szerkesztette: Kőháti Zsolt
- Forró Pál: Színpadi siker, a Művészeti almanach 1919 - A Színházi Élet évkönyve c. kötetben,  Színházi Élet, Budapest, 1919, szerkesztette: Incze Sándor

## Regényei
(A Világvárosi Regények sorozatban 1932 és 1942 között megjelent kisregényeit lásd lentebb.)
EK: E-könyv. A linkre kattintva az Országos Széchényi Könyvtár (OSZK) Elektronikus Könyvtárában (MEK) elolvasható, letölthető.
- Egy diákkor története, Dick Manó Kiadása, Budapest, 1917, 1920;  Az Ifjuság Könyvkiadó, Budapest, 1921, (Forró Pál Munkái sorozat): Rozsnyai Károly Kiadása, Budapest, 1928
- Huszonhatévesek, Dick Manó Kiadása, Budapest, 1918; a Kurtizánnal egy kötetben (Forró Pál Munkái sorozat): Rozsnyai Károly Kiadása, Budapest, 1928
- Kurtizán, 1920, a Huszonhatévesekkel egy kötetben (Forró Pál Munkái sorozat): Rozsnyai Károly Kiadása, Budapest, 1928
- Bíborhullám, Ifjúság Könyvkiadó, Budapest, 1920; a Halkuló vágyakkal egy kötetben (Forró Pál Munkái sorozat): Rozsnyai Károly Kiadása, Budapest, 1923
- Különös tüzek, Ifjúság Könyvkiadó, Budapest, 1921
- Az elátkozott asszony, 1921
- A gyönyörváros, Kellner István Kiadása, Budapest, 1921
- Szerelem, Pán Kiadó, Temesvár (Timişoara), 1922, Pán könyvtár 11.
- A megölt szerelem, Dante Könyvkiadó, 1922, A Szenvedéllyel egy kötetben (Forró Pál Munkái sorozat): Rozsnyai Károly Kiadása, Budapest, 1928
- Szenvedély, Dante Könyvkiadó, Budapest, 1922, A megölt szerelemmel egy kötetben (Forró Pál Munkái sorozat): Rozsnyai Károly Kiadása, Budapest, 1928
- Ábrándkergetők, Fővárosi k.-ny., Budapest, 1923
- Lohengrin kisasszony, Rozsnyai Károly Kiadása, Budapest, 1923, Magánkiadás, Budapest, 1923, (Forró Pál Munkái sorozat): Rozsnyai Károly Kiadása, Budapest, 1928
- Az erkölcstelen Omár, Dante Könyvkiadó, Budapest, 1923
- Halkuló vágyak, Dante Könyvkiadó, Budapest, 1923
- Giuliánó megkísértetése, Rozsnyai Károly Kiadása, Budapest, 1923; a Különös tüzek című regényével egy kötetben, Rozsnyai Károly Kiadása, Budapest, 1928
- Királyi szeretők, Béta, Budapest, 1924
- Egy serdülő pesti diák naplójából, Teleia, Budapest, 1925
- Kegyetlen asszonyok, Nova Irodalmi Intézet, Budapest, 1925
- Borgia Lukrézia - Kegyetlen asszonyok II. része, Nova Irodalmi Intézet (Nova Uti könyvtára sorozat), Budapest, 1925
- Az asszony, aki szeretni akart, Grill Károly Könyvkiadóvállalata, Budapest, 1926, Rozsnyai Károly Kiadása, Budapest, 1928 EK
- Ha mindenki megszépülne, Légrády Testvérek Kiadása, (Pesti Hírlap könyvek, 49.), Budapest, 1928, EK
- Archibald Rice éjszakái, Rozsnyai Károly Kiadása (Forró Pál Munkái sorozat), Budapest, 1928
- A züllött férfi; Aki mindig csak vendég, (Forró Pál Munkái sorozat): Rozsnyai Károly Kiadása, Budapest, 1928
- A lord titkárnője, Légrády Testvérek, (Pesti Hírlap könyvek, 155.), Budapest, 1930
- Életre-halálra!, Légrády Testvérek és Tolnai Nyomdai Műintézet és Kiadóvállalat R.T., Budapest, 1931, Ragyogó Regénytár
- P. Heath (a kötetben fordítóként szerepel a neve): Selyemmámor, Légrády testvérek, Pesti Hírlap könyvek 208., 1931
- P. Heath (a kötetben fordítóként szerepel a neve): Vakmerő játék, Singer és Wolfner Irodalmi Intézet Rt., Milliók könyve könyvsorozat, Budapest, 1933
- Társas utazás, Magánkiadás, Budapest, 1933, Rozsnyai Károly Kiadása, Budapest, 1933
- Kamaszlányok, Nova Irodalmi Intézet, Budapest, 1935
- Az üldözött asszony, Világkönyvtár, Tolnai Rt., Budapest, 193?
- G. P. Heath: Kényszerházasság, Világkönyvtár, Tolnai Rt., Budapest, 193?
- TE... és a szerelem (a nemek harca modern megvilágításban), Székely Nyomda és Könyvkiadó Vállalat, Budapest, 1935
- Az agglegény, Nova Irodalmi Intézet, Budapest, 1936
- Játék a havason, Nova Irodalmi Intézet, Budapest, 1937
- Az üldözött asszony, Tolnai Nyomdai Műintézet és Kiadóvállalat Rt. (Világkönyvtár sorozat), Budapest, 1938
- Ábrándkergetők, Fővárosi Könyvkiadó Rt., Budapest
- „A férfi mind gazember!”, Kisgörgényi Bartha Ferenc Könyvkiadó Vállalat, Budapest, 1941
- Az irigyelt férj, Rozsnyai Károly Kiadása, Budapest, 1941
- Holttesteken át. Katalin cárnő regénye, Tolnai Nyomdai Műintézet és Kiadóvállalat Rt., Budapest
- A szerelem életveszélyes, Unio, Budapest, 1941
- Veszélyes szemek, Csillag (kiadó)?, Csillaghegy, 1941
- Független úriasszony, Unio, Budapest, 1942
- Forró Pál-Nagy Sándor-Erdős József: A műveltség útja XII., Tolnai Nyomdai Műintézet és Kiadóvállalat R.-T., Budapest
- Dráma Hollywoodban, Unikornis Kiadó, Budapest, 1991
- G. P. Heath: A boldog házasság tudománya, Forrás Könyvkiadó, Budapest

## AVilágvárosi Regényeksorozatban megjelent kisregényei (1932-1942)
EK: E-könyv. A linkre kattintva az Országos Széchényi Könyvtár (OSZK) Elektronikus Könyvtárában (MEK)
elolvasható, letölthető.
- A kínos botrány, 11. szám, 1932, EK
- Leszámolás, 15. szám, 1932, EK
- Nizzai kaland, 23. szám, 1932, EK
- Silvia két táncosa, 32. szám, 1932, EK
- Őnagysága, a betörő, 40. szám, 1932, EK
- Kvittek vagyunk..., 46. szám, 1933, EK
- A mókusbunda, 79. szám, 1933, EK
- Két nő, egy férfi, 91. szám, 1933, EK
- A szörnyű felfedezés, 112. szám, 1934, EK
- Trópusi történet, 121. szám, 1934, EK
- Két asszony álarcban, 133. szám, 1934, EK
- Fizet a múlt, 142. szám, 1934, EK
- Párbaj a szerelemmel, 153. szám, 1935, EK
- Fogat fogért, 164. szám, 1935, EK
- Gyilkosság a Youkon mellett, 170. szám, 1935, EK
- Péter két asszonya, 183. szám, 1935, EK
- A szélhámos, 202. szám, 1935, EK
- A végrendelet, 220. szám, 1935, EK
- Őfensége nősül, 231. szám, 1935, EK
- Úrilány a zongoránál, 245. szám, 1936
- Asszonyom fizessen, 258. szám, 1936
- Tisztítótűz, 289. szám, 1936, EK
- Egy asszony megszökik, 305. szám, 1936, EK
- Unlak, angyalom!, 316. szám, 1936
- Férficsere, 325. szám, 1936, EK
- A próbakisasszony, 331. szám, 1936, EK
- Borotvaélen, 340. szám, 1936, EK
- Egy asszony lemond, 347. szám, 1936, EK
- Ostoba férfiak, 355. szám, 1936
- Lulut zálogba csapják, 364. szám, 1937
- Ákos két menyasszonya, 371. szám, 1937
- Csak tréfa volt!, 385. szám, 1937
- A férfiak összetartanak, 400. szám, 1937
- Matildból démon lesz, 407. szám, 1937
- Talált pénz, 415. szám, 1937
- Az a buta szerelem, 422. szám, 1937
- A cinkosok, 431. szám, 1937
- Agglegényadó, 436. szám, 1937
- Asszonyfurfang, 446. szám, 1937
- Az elrabolt öregség, 454. szám, 1937
- Sok baj van a férfiakkal, 474. szám, 1937
- Amíg az udvarlóból vőlegény lesz, 484. szám, 1938
- Amíg a vőlegényből férj lesz, 493. szám, 1938
- Egy asszony bosszút áll, 504. szám, 1938
- Az akt-modell, 510. szám, 1938
- Muszáj hazudni!, 517. szám, 1938
- Hat lázas óra, 529. szám, 1938
- Az 500 pengős csók, 538. szám, 1938
- Körtánc, 547. szám, 1938
- Farkasverem, 548. szám, 1938
- Csak füttyentek neki!, 557. szám, 1938
- Szerelem hat áldozattal, 565. szám, 1938
- Klári rossz útra tér, 573. szám, 1938
- Lázadás, 586. szám, 1939
- Ha elfogy a pénz, 595. szám, 1939
- Dráma Hollywoodban, 604. szám, 1939
- A magányos férfi, 610. szám, 1939
- A szakítás magasiskolája, 624. szám, 1939
- Nehéz ma lánynak lenni!, 634. szám, 1939
- A tanár úr szerelmes, 657. szám, 1939
- Elefántkisasszony, 668. szám, 1939
- Kis egér macskát fog, 675. szám, 1939
- Pezsgős vacsora, 689. szám, 1940
- Megmentem Jucit, 699. szám, 1940
- A csodálatos ajándék, 720. szám, 1940
- Laci új életet kezd, 730. szám, 1940
- 16 éven felülieknek, 740. szám, 1940
- Lámpaláz, 748. szám, 1940
- Zsuzsit megnevelik, 754. szám, 1940
- Nusit kirakatba teszik, 764. szám, 1940
- Amy ért a szerelemhez, 772. szám, 1940
- A lányok jobban értik, 781. szám, 1940
- A féltékenység iskolája,[12] 792. szám, 1941
- A férfit ismerni kell, 833. szám, 1941
- Játék a szerelemmel, 849. szám, 1941
- Az igazi asszony, 906. szám, 1942